# マグナドゥードル

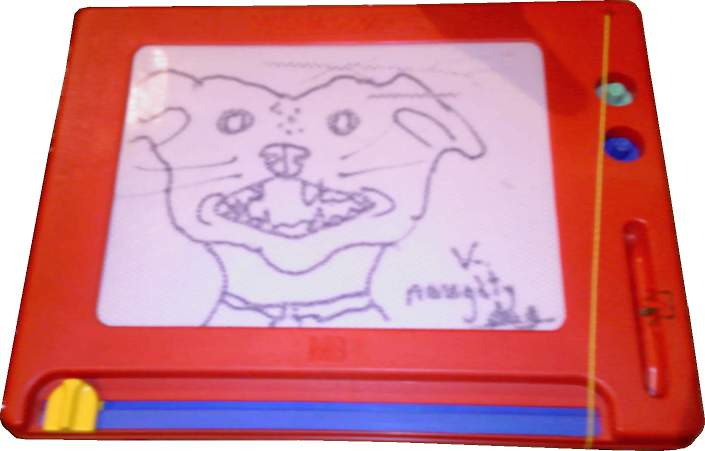
マグナドゥードル。右側にスタンプとペンを収める凹みがあり、下の黄色いつまみを左右に動かすと書いた線や図が消去される。

マグナドゥードル、マグナ・ドゥードゥル (Magna Doodle) は、アメリカ合衆国はじめ、ヨーロッパなど世界各地で販売されているお絵かきボード、その商標。

## 概要
マグナドゥードルと呼ばれる商品は、黒板とチョークに代わる、粉埃などが出ない筆記用具、玩具として、1974年に日本のパイロット萬年筆（後のパイロットコーポレーションの前身）で開発された原理に基づく玩具であり、ペン先の磁石の磁力で、ボートの中に仕込まれた砂鉄が半透明の表面の内側に付着し、ペン先の軌跡が黒っぽく表示される。また、磁石式のスタンプを用いて、丸や三角などの図形を描くこともできる。こうして描いた線や図は、やはり磁石が仕込まれたスライド式のアームの操作で一挙に消すこともできる。
2006年に発表された情報によれば、商標としての「Magna Doodle」は、パイロット・ペン・コーポレーション・オブ・アメリカ（Pilot Pen Corporation of America：パイロットコーポレーションの米国法人 Pilot Corporation of America の旧称）が保有しているが、実際の製造や流通には、時期や地域によって様々な玩具会社が関わってきた経緯があり、製造はオハイオ・アート・カンパニーが行なっている。1990年代には、タイコ・トイズが製造にあたっていた。